# Clement Mulenga
Clement Mulenga SDB (* 15. August 1965 in Dismashi) ist ein sambischer Ordensgeistlicher und römisch-katholischer Bischof von Kabwe.

## Leben
Clement Mulenga trat in die Ordensgemeinschaft der Salesianer Don Boscos ein und empfing am 25. August 1998 das Sakrament der Priesterweihe. 
Am 29. Oktober 2011 ernannte ihn Papst Benedikt XVI. zum ersten Bischof des neugegründeten Bistums Kabwe. Der Erzbischof von Lusaka, Telesphore George Mpundu, spendete ihm am 17. Dezember desselben Jahres die Bischofsweihe; Mitkonsekratoren waren der emeritierte Erzbischof von Lusaka, Medardo Joseph Kardinal Mazombwe, und der Bischof von Mpika, Ignatius Chama.